# De Stalenhoef
De Sta(e)lenhoef is een gemeentelijk monument aan de Birkstraat 123 tussen Amersfoort en Soest in de provincie Utrecht. 
De Staelenhoef is een gewezen rijksmonument dat in 1722 werd gebouwd. De hofstede lag toen aan de Bovenbirkseweg en is genoemd naar de bewoner Isaac Jacobe Gustalenhoef wat later verbasterde tot Stalenhoef. In 1965 werd het bakhuis aan de rechtergevel afgebroken en werd de gevel veranderd. Een met eiken beplante lange oprijlaan leidt naar de met riet gedekte boerderij. 
De nok van de boerderij staat evenwijdig aan Birkstraat. In de voorgevel zijn vier zesruits venstrers geplaatst met daarboven zoldervensters. De toegang bevindt zich in de rechterachtergevel, onder  een plat dak in de kleine aanbouw is een tweede deur. Rechts naast de boerderij staat een gemoderniseerd koehok. De vorm hiervan doet vermoeden dat dit oorspronkelijk als schaapskooi heeft gediend.

## Kaasboerderij
De Staelenhoef was eind jaren zestig van de twintigste eeuw een van de eerste kaasboerderijen in Nederland. In de boerderijwinkel worden kaasproducten uit de eigen kaasmakerij rechtstreeks aan klanten verkocht.